# Hallifornia
Hallifornia är en tredagars actionsport- och livsstilsfestival som årligen hålls i området runt om Varbergs fästning under juli månad. Under tre dagar kan besökarna prova på och delta i olika aktiviteter så som wakeboard, skateboard, yoga, skimboard, longboard, slackline, klättring med mera. Även musikakter, konst och andra kulturella inslag är en stor del av festivalen.
Halliforniafestivalen är den största av sitt slag i Sverige. Hallifornia 2016 innehöll 24 aktiviteter och 8 tävlingar i olika grenar och hade ungefär 40 000 besökare.
Festivalens huvudfokus är att främja den nya kustkulturen i Halland som bygger på delaktighet, samverkan, kreativitet och gemenskap. Olika insatser görs också för att främja inkludering och jämställdhet. Exempelvis har festivalen som mål att aktivt försöka främja kvinnliga förebilder inom actionsportvärlden, en värld som annars är relativt mansdominerad.
Festivalen har inga staket och tar inget inträde. Nordic Surfers är huvudarrangör och Hallifornia finansieras genom en kombination av offentliga utvecklingsmedel, kommersiella affärsmodeller och ideellt engagemang.